# Un quarto di limone
Un quarto di limone è un singolo di Roberto Tardito, pubblicato nel 2023 come secondo estratto dall'album Tutto ciò che non vuoi sapere.

## Tracce
1. Un quarto di limone – 3:43 (Roberto Tardito)

## Formazione
- Nick R. Francis – pedal steel guitar
- Scott Gravin – percussioni
- Tyler Jewell – chitarre acustiche
- Roberto Tardito – voce, chitarre acustiche, chitarre elettriche, pianoforte
- Nicolas Wade – contrabbasso
- Thomas Williams – violoncello